# Contrapedal
Contrapedal es una empresa que se dedica a la música y el entretenimiento. Un sello discográfico y productora de espectáculos de Uruguay creada en 2005.
Busca promover artistas con propuestas musicales innovadoras a la vez que realiza servicios de eventos a terceros. Los artistas que grabaron para este sello son: Dani Umpi, Max Capote, Franny Glass, Boomerang, Psimio, Contra las Cuerdas, Malacate, Electric Kool Aid, Loopez y a través del compilado Panorama: Androoval, Daniel Anselmi, Cooptrol, Fernando Lagreca, Federico Deutsch, Tinitus, Goma, Nou, OMAR, Campo, Supervielle, Laura Chinelli.
Contrapedal festejó sus cuatro años con un evento que incluyó las presentaciones en directo de Martín Rivero, Electric Kool Aid, Los Volcanes, Dani Umpi, Santé Les Amis, Franny Glass, Verde, Boomerang, Contra las cuerdas, Closet, entre otros. El evento buscó reunir los grupos representativos de la escena independiente local que se identifica con la identidad de Contrapedal.